# 齐武帝
齊武帝蕭賾（440年—493年8月27日），字宣遠，齊高帝蕭道成長子，母刘智容。南齊第二任皇帝，病死時54歲，葬景安陵。年号永明。

## 生平

### 前期统治
武帝十分關心百姓疾苦，即位後，就下詔說：“比歲未稔，貧窮不少，京師二岸，多有其弊。遣中書舍人優量賑恤。”不久，再次下詔說，“水雨頻降，潮流薦滿，二岸居民，多所淹漬。遣中書舍人與兩縣官長優量賑恤。”
第二年，他又下詔酌情遣返軍中的囚徒，大赦囚犯，對於百姓中的鰥寡和貧窮之人，要加以賑濟。他提倡並獎勵農桑，災年時，還減免租稅。在位第四年，他下詔說： “揚、南徐二州，今年戶租三分二取見布，一分取錢。來歲以後，遠近諸州輸錢處，並減布直，匹準四百，依舊折半，以為永制。”
武帝還下令多辦學校，挑選有學問之人任教，以培育人們的德行。武帝以富國為先，不喜歡遊宴、奢靡之事，提倡節儉。他曾下令舉辦婚禮時不得奢侈。
齐武帝登基后，延續其父蕭道成的檢籍政策。那些被认为有假的户籍，都须退还本地，称为“却籍”。核查出本应服役纳赋而户籍上造假的，便恢复原来的户籍，继续承担赋役，称为“正籍”。檢籍政策虽然增加了赋税，却严重伤害了庶族地主的利益。
公元485年富阳唐寓之为此起兵叛乱，虽然这次叛乱被齐武帝迅速平息，但检籍的政策依然受到庶族的激烈反对。最终，在490年，齐武帝被迫妥协，宣布“却籍”无效，对因为“却籍”而被发配戍边的人民准许返归故乡，恢复刘宋升明时期户籍所注的原状。

### 后期统治
武帝對於其後事，特意下詔說：“我識滅之後，身上著夏衣，畫天衣，純烏犀導，應諸器悉不得用寶物及織成等，唯裝復裌衣各一通。常所服身刀長短二口鐵環者，隨我入梓宮。祭敬之典，本在因心，東鄰殺牛，不如西家禴祭。我靈上慎勿以牲為祭，唯設餅、茶飲、乾飯、酒脯而已。天下貴賤，咸同此制。未山陵前，朔望設菜食。陵墓萬世所宅，意嘗恨休安陵未稱，今可用東三處地最東邊以葬我，名為景安陵。喪禮每存省約，不須煩民。百官停六時入臨，朔望祖日可依舊。諸主六宮，並不須從山陵。內殿鳳華、壽昌、耀靈三處，是吾所治制。”
齊武帝時，還與北魏通好，邊境比較安定。高帝和武帝的清明統治使江南經濟也有了一定的發展，社會也暫時安定。
大體而言，齐武帝是一个英明剛斷的君主。他基本继承了齐高帝的作风，對外崇尚节俭，努力實施富國政策。

## 家庭

### 父母
- 父：齊高帝萧道成

- 母：高昭皇后刘智容

### 兄弟
- 二弟 蕭嶷：豫章文獻王，母高昭皇后劉智容。
- 三弟 蕭映：臨川獻王，母謝貴嬪。
- 四弟 蕭晃：長沙威王，母謝貴嬪。
- 五弟 蕭曅：武陵昭王，母羅太妃。
- 六弟 蕭暠：安成恭王，母任太妃。
- 七弟 蕭鏘：鄱陽王，母陸修儀。
- 八弟 蕭鑠：桂陽王，母袁修容。
- 九弟 ：未命名，早亡。
- 十弟 蕭鑑：始興簡王，母何太妃。
- 十一弟 蕭鈞：衡陽王，母區貴人。
- 十二弟 蕭鋒：江夏王，母張淑妃。
- 十三弟 ：未命名，早亡。
- 十四弟 ：未命名，早亡。
- 十五弟 蕭銳：南平王，母李美人。
- 十六弟 蕭鏗：宜都王，母何太妃。
- 十七弟 ：未命名，早亡。
- 十八弟 蕭銶：晉熙王，母陸修儀。
- 十九弟 蕭鉉：河東王，母張淑妃。

### 后妃
- 皇后
  - 武穆皇后裴惠昭（正室，追封）
- 妃嫔
  - 范贵妃[2]，住在昭阳殿东
  - 羊贵嫔[2]，住在昭阳殿西
  - 张淑妃，生庐陵王萧子卿、鱼复侯萧子响
  - 荀昭华，生南康王蕭子琳
  - 周淑仪，生安陆王萧子敬、建安王萧子真
  - 王淑仪，生随郡王萧子隆
  - 江淑仪，生临贺王萧子岳
  - 阮淑媛，生晋安王萧子懋、衡阳王萧子峻
  - 蔡婕妤，生西阳王萧子明
  - 颜婕妤，生永阳王萧子珉
  - 乐容华，生南海王萧子罕
  - 傅充华，生巴陵王萧子伦
  - 何充华，生南郡王萧子夏
  - 谢昭仪，生邵陵王萧子贞
  - 庾昭容，生西阳王萧子文
  - 谢宫人，生湘东王萧子建

### 子女
- 子

1. 萧长懋，南郡王→文惠太子→文皇帝
2. 萧子良，闻喜公→竟陵文宣王
3. 蕭子卿，临汝公→廬陵王
4. 蕭子響，豫章世子→巴东王→魚復侯
5. 萧子敬，应城公→安陆王
6. 早亡，未命名
7. 萧子懋，江陵公→晋安王
8. 萧子隆，枝江公→随郡王
9. 萧子真，建安王
10. 萧子明，武昌王→西阳王
11. 萧子罕，南海王
12. 早亡，未命名
13. 萧子伦，巴陵王
14. 萧子贞，邵陵王
15. 早亡，未命名
16. 萧子岳，临贺王
17. 萧子文，蜀郡王→西阳王
18. 萧子峻，广汉王→衡阳王
19. 萧子琳，宣城王→南康王
20. 萧子珉，义安王→永阳王
21. 萧子建，湘东王
22. 早亡，未命名
23. 萧子夏，南郡王

- 女
  - 長女 吳縣公主：下嫁王觀
  - 次女 長城公主：下嫁何敬容
  - 三女 武康公主：下嫁徐演

## 影視形象
- 2019年电视剧《鹤唳华亭》：黄志忠饰齐武帝

## 延伸阅读
[在维基数据编辑]
 《南齊書·卷3》，出自萧子显《南齊書》
 《南史·卷04》，出自李延壽《南史》